# Matrices gamma
En física matemática, las matrices gamma, {\displaystyle \{\gamma ^{0},\gamma ^{1},\gamma ^{2},\gamma ^{3}\}}, también conocidas como matrices de Dirac, son un conjunto de matrices convencionales junto con unas relaciones de anticonmutación que aseguran que generen una representación matricial del álgebra de Clifford {\displaystyle \mathrm {C} \ell _{1,3}(\mathbf {R} )}. También es posible definir matrices gamma en más dimensiones. Interpretadas como las matrices de la acción de un conjunto de vectores de una base ortogonal para vectores contravariantes en el espacio de Minkowski, los vectores columna sobre los que actúa la matriz se transforman en un espacio de espinores, sobre los que actúa el álgebra de Clifford del espaciotiempo. Esto a su vez hace posible representar rotaciones espaciales y transformaciones de Lorentz infinitesimales. El empleo de espinores en general facilita los cálculos en el espaciotiempo, y en particular es fundamental en la ecuación de Dirac para partículas relativistas de espín ½.
En la representación de Dirac, las cuatro matrices gamma contravariantes son
{\displaystyle \gamma ^{0}={\begin{pmatrix}1&0&0&0\\0&1&0&0\\0&0&-1&0\\0&0&0&-1\end{pmatrix}},\quad \gamma ^{1}={\begin{pmatrix}0&0&0&1\\0&0&1&0\\0&-1&0&0\\-1&0&0&0\end{pmatrix}}}
{\displaystyle \gamma ^{2}={\begin{pmatrix}0&0&0&-i\\0&0&i&0\\0&i&0&0\\-i&0&0&0\end{pmatrix}},\quad \gamma ^{3}={\begin{pmatrix}0&0&1&0\\0&0&0&-1\\-1&0&0&0\\0&1&0&0\end{pmatrix}}.}
{\displaystyle \gamma ^{0}} es una matriz tipo tiempo y el resto son matrices tipo espacio.
Se pueden definir conjuntos análogos de matrices para cualquier dimensión y signatura de la métrica. Por ejemplo, las matrices de Pauli forman un conjunto de matrices "gamma" en dimensión 3 con signatura métrica euclidiana (3,0). En cinco dimensiones espaciotemporales, las cuatro matrices gamma de arriba junto con la quinta matriz gamma, presentada más abajo, generan el álgebra de Clifford.

## Estructura matemática
La propiedad que define que las matrices gamma matrices generan un álgebra de Clifford es la relación de anticonmutación
{\displaystyle \displaystyle \{\gamma ^{\mu },\gamma ^{\nu }\}=\gamma ^{\mu }\gamma ^{\nu }+\gamma ^{\nu }\gamma ^{\mu }=2\eta ^{\mu \nu }I_{4}}
donde {\displaystyle \{,\}}  es el anticonmutador, {\displaystyle \eta ^{\mu \nu }} es la métrica de Minkowski con signatura (+ − − −) y {\displaystyle I_{4}} es la matriz identidad 4 × 4.
Esta propiedad es más fundamental que los valores numéricos utilizados en una representación concreta de las matrices gamma. La versión covariante gamma las matrices están definidas por
{\displaystyle \displaystyle \gamma _{\mu }=\eta _{\mu \nu }\gamma ^{\nu }=\left\{\gamma ^{0},-\gamma ^{1},-\gamma ^{2},-\gamma ^{3}\right\},}
empleando la notación de Einstein.
Nota que con la signatura métrica opuesta, (− + + +) o bien hay que cambiar la ecuación:
{\displaystyle \displaystyle \{\gamma ^{\mu },\gamma ^{\nu }\}=-2\eta ^{\mu \nu }I_{4}}
o bien multiplicar todas las matrices gamma por {\displaystyle i}, lo que naturalmente modifica las propiedades de hermiticidad. Con la convención de signatura alternativa las matrices gamma covariantes son entonces
{\displaystyle \displaystyle \gamma _{\mu }=\eta _{\mu \nu }\gamma ^{\nu }=\left\{-\gamma ^{0},+\gamma ^{1},+\gamma ^{2},+\gamma ^{3}\right\}}.

## Estructura física
El álgebra de Clifford {\displaystyle \mathrm {C} \ell _{1,3}(\mathbf {R} )} sobre el espacio-tiempo {\displaystyle V} puede ser considerado como el conjunto de operadores lineales reales de {\displaystyle V} a {\displaystyle V}, {\displaystyle \mathrm {End} (V)} o más generalmente, al complexificar a {\displaystyle \mathrm {C} \ell _{1,3}(\mathbf {R} )_{\mathbf {C} }}, como el conjunto de operadores lineales de cualquier espacio vector complejo dimensional 4 a sí mismo. Dicho de un modo más simple, dada una base para V, {\displaystyle \mathrm {C} \ell _{1,3}(\mathbf {R} )_{\mathbf {C} }} es el conjunto de todas las matrices complejas 4 × 4, pero dotado con una estructura de álgebra de Clifford. Se supone que el espacio-tiempo está dotado con una métrica de Minkowski {\displaystyle \eta _{\mu \nu }} y un espacio de biespinores {\displaystyle U_{x}} en cada punto del espacio-tiempo con la representación biespinorial del grupo de Lorentz. Los campos biespinoriales {\displaystyle \psi } de las ecuaciones de Dirac, evaluados en cualquier punto {\displaystyle x} en espacio-tiempo, son elementos de {\displaystyle U_{x}}. El álgebra de Clifford asimismo actúa en {\displaystyle U_{x}} (por multiplicación matricial con vectores de columna {\displaystyle \psi (x)} en {\displaystyle U_{x}} para todo {\displaystyle x}). Como se verá, esta será la función primaria de los elementos de {\displaystyle \mathrm {C} \ell _{1,3}(\mathbf {R} )_{\mathbf {C} }} en esta sección.
Para cada transformación lineal {\displaystyle S} de {\displaystyle U_{x}},  hay una transformación de {\displaystyle \mathrm {End} (U_{x})} dada por {\displaystyle SES^{-1}} para {\displaystyle E} en {\displaystyle \mathrm {C} \ell _{1,3}(\mathbf {R} )_{\mathbf {C} }\approx \mathrm {End} (U_{x})}. Si {\displaystyle S} pertenece a una representación del grupo de Lorentz, la acción inducida {\displaystyle E} ↦ {\displaystyle SES^{-1}} también pertenecerá a una representación del grupo de Lorentz.
Si {\displaystyle S(\Lambda )} es la representación biespinorial que actúa en {\displaystyle U_{x}} de una transformación de Lorentz {\displaystyle \Lambda } arbitraria en la representación estándar (cuadrivector) que actúa en {\displaystyle V}, entonces hay un operador correspondiente en {\displaystyle \mathrm {End} (U_{x})} = {\displaystyle \mathrm {C} \ell _{1,3}(\mathbf {R} )_{\mathbf {C} }} dado por
{\displaystyle \gamma ^{\mu }\mapsto S(\Lambda )\gamma ^{\mu }S(\Lambda )^{-1}={{({\Lambda }^{-1})}^{\mu }}_{\nu }\gamma ^{\nu }:={\Lambda _{\nu }}^{\mu }\gamma ^{\nu },}
demostrando que {\displaystyle \gamma ^{\mu }} puede ser vista como la base de un espacio de representación de la representación de cuadrivectores del grupo de Lorentz que se encuentra dentro del álgebra de Clifford. Esto significa que las cantidades de la forma
{\displaystyle a\!\!\!/:=a_{\mu }\gamma ^{\mu }}
deberían de ser tratadas como cuadrivectores en las manipulaciones. También significa que los índices de γ se pueden subir y bajar utilizando la métrica {\displaystyle \eta _{\mu \nu }} como con cualquier cuadrivector. La notación presentada se llama notación slash de Feynman. La operación slash lleva los vectores unitario {\displaystyle e_{\mu }} de {\displaystyle V}, o de cualquier espacio vectorial de dimensión 4, a la base de vectores {\displaystyle \gamma ^{\mu }}. La regla de transformación para cantidades con slash es sencillamente
{\displaystyle {a\!\!\!/}^{\mu }\mapsto {\Lambda ^{\mu }}_{\nu }{a\!\!\!/}^{\nu }.}
Hay que notar que esto es diferente de la regla de transformación para los {\displaystyle \gamma ^{\mu }}, que son ahora tratados como una base vectorial (fija). La designación de la tupla ({\displaystyle \gamma ^{\mu }}) = ({\displaystyle \gamma ^{0}}, {\displaystyle \gamma ^{1}}, {\displaystyle \gamma ^{2}}, {\displaystyle \gamma ^{3}}) como cuadrivector que se hace a veces en la literatura puede llevar a errores. Eso correspondería a una transformación activa de los componentes de una cantidad con slash en términos de la base {\displaystyle \gamma ^{\mu }}, y la forma anterior a una transformación pasiva de la propia base {\displaystyle \gamma ^{\mu }}.
Los elementos {\displaystyle \sigma ^{\mu \nu }=\gamma ^{\mu }\gamma ^{\nu }-\gamma ^{\nu }\gamma ^{\mu }} forman una representación del álgebra de Lie del grupo de Lorentz. Es una representación con espín. Cuando se hacen exponenciales de estas matrices y de sus combinaciones lineales,  se obtienen representaciones biespinoriales del grupo de Lorentz, por ejemplo, el {\displaystyle S(\Lambda )} usado anteriormente. El espacio de 6 dimensiones generado por {\displaystyle \sigma ^{\mu \nu }} es el espacio de representación de una representación tensorial del grupo de Lorentz.

## Expresión de la ecuación de Dirac
En unidades naturales, la ecuación de Dirac puede ser escrita como
{\displaystyle (i\gamma ^{\mu }\partial _{\mu }-m)\psi =0}
donde {\displaystyle \psi } es un espinor de Dirac.
Cambiando a la notación de Feynman, la ecuación de Dirac es
{\displaystyle (i\partial \!\!\!/-m)\psi =0.}

## La quinta matriz gamma, γ5
Es útil definir el producto de cuatro matrices gamma:
{\displaystyle \gamma ^{5}:=i\gamma ^{0}\gamma ^{1}\gamma ^{2}\gamma ^{3}={\begin{pmatrix}0&0&1&0\\0&0&0&1\\1&0&0&0\\0&1&0&0\end{pmatrix}}} (En la base de Dirac).
A pesar de que utiliza la letra gamma, {\displaystyle \gamma ^{5}} no es una de las matrices gamma de {\displaystyle \mathrm {C} \ell _{1,3}(\mathbf {R} )}. El número 5 es una reliquia de la antigua notación en la que se llamaba "{\displaystyle \gamma ^{4}}" a {\displaystyle \gamma ^{0}}
{\displaystyle \gamma ^{5}} tiene una definición alternativa:
{\displaystyle \gamma ^{5}={\frac {i}{4!}}\varepsilon _{\mu \nu \alpha \beta }\gamma ^{\mu }\gamma ^{\nu }\gamma ^{\alpha }\gamma ^{\beta }}
Esta matriz es útil al emplear el concepto de quiralidad. Por ejemplo, se puede proyectar un campo de Dirac sus componentes levógira y dextrógira mediante:
{\displaystyle \psi _{L}={\frac {1-\gamma ^{5}}{2}}\psi ,\qquad \psi _{R}={\frac {1+\gamma ^{5}}{2}}\psi }.
Algunas propiedades:
- Es hermítica:

{\displaystyle (\gamma ^{5})^{\dagger }=\gamma ^{5}.\,}
- Sus autovalores son ±1 porque:

{\displaystyle (\gamma ^{5})^{2}=I_{4}.\,}
- Anticonmuta con las cuatro matrices gamma:

{\displaystyle \left\{\gamma ^{5},\gamma ^{\mu }\right\}=\gamma ^{5}\gamma ^{\mu }+\gamma ^{\mu }\gamma ^{5}=0.\,}
El conjunto {\displaystyle \{\gamma ^{0},\gamma ^{1},\gamma ^{2},\gamma ^{3},i\gamma ^{5}\}} por lo tanto, por las últimas dos propiedades y las del resto de matrices gamma, forma la base del álgebra de Clifford en 5 dimensiones del espacio-tiempo para la signatura métrica (1,4). En la signatura (4,1), se usa el conjunto {\displaystyle \{\gamma ^{0},\gamma ^{1},\gamma ^{2},\gamma ^{3},\gamma ^{5}\}}, donde las {\displaystyle \gamma ^{\mu }} son las apropiadas para la signatura (3,1). Este patrón se repite para cualquier dimensión de espacio-tiempo par {\displaystyle 2n} y la dimensión impar siguiente {\displaystyle 2n+1} para todo {\displaystyle n\geq 1}.

## Identidades
Las identidades siguientes se siguen de las relaciones fundamentales de anticonmutación, así que son válidas en cualquier base (aunque la última  depende de la elección del signo para {\displaystyle \gamma ^{5}}).

### Identidades varias
| Num | Identidad |
| --- | --- |
| 1   | {\displaystyle \displaystyle \gamma ^{\mu }\gamma _{\mu }=4I_{4}} |
| 2   | {\displaystyle \displaystyle \gamma ^{\mu }\gamma ^{\nu }\gamma _{\mu }=-2\gamma ^{\nu }} |
| 3   | {\displaystyle \displaystyle \gamma ^{\mu }\gamma ^{\nu }\gamma ^{\rho }\gamma _{\mu }=4\eta ^{\nu \rho }I_{4}} |
| 4   | {\displaystyle \displaystyle \gamma ^{\mu }\gamma ^{\nu }\gamma ^{\rho }\gamma ^{\sigma }\gamma _{\mu }=-2\gamma ^{\sigma }\gamma ^{\rho }\gamma ^{\nu }}                                                                               |
| 5   | {\displaystyle \displaystyle \gamma ^{\mu }\gamma ^{\nu }\gamma ^{\rho }=\eta ^{\mu \nu }\gamma ^{\rho }+\eta ^{\nu \rho }\gamma ^{\mu }-\eta ^{\mu \rho }\gamma ^{\nu }-i\epsilon ^{\sigma \mu \nu \rho }\gamma _{\sigma }\gamma ^{5}} |

### Identidades de la traza
Las matrices gamma obedecen las siguientes identidades de traza:
| Num | Identidad |
| --- | --- |
| 0   | {\displaystyle \operatorname {tr} (\gamma ^{\mu })=0} |
| 1   | La traza de cualquier producto de un número impar de {\displaystyle \gamma ^{\mu }} es cero |
| 2   | La traza de {\displaystyle \gamma ^{5}} por un producto de un número impar de {\displaystyle \gamma ^{\mu }} también es cero                                                                                        |
| 3   | {\displaystyle \operatorname {tr} (\gamma ^{\mu }\gamma ^{\nu })=4\eta ^{\mu \nu }} |
| 4   | {\displaystyle \operatorname {tr} (\gamma ^{\mu }\gamma ^{\nu }\gamma ^{\rho }\gamma ^{\sigma })=4(\eta ^{\mu \nu }\eta ^{\rho \sigma }-\eta ^{\mu \rho }\eta ^{\nu \sigma }+\eta ^{\mu \sigma }\eta ^{\nu \rho })} |
| 5   | {\displaystyle \operatorname {tr} (\gamma ^{5})=\operatorname {tr} (\gamma ^{\mu }\gamma ^{\nu }\gamma ^{5})=0} |
| 6   | {\displaystyle \operatorname {tr} (\gamma ^{\mu }\gamma ^{\nu }\gamma ^{\rho }\gamma ^{\sigma }\gamma ^{5})=4i\epsilon ^{\mu \nu \rho \sigma }}                                                                     |
| 7   | {\displaystyle \operatorname {tr} (\gamma ^{\mu 1}\dots \gamma ^{\mu n})=\operatorname {tr} (\gamma ^{\mu n}\dots \gamma ^{\mu 1})}                                                                                 |
Para demostrar estas identidades se necesitan tres propiedades de la traza:
- {\displaystyle \mathrm {tr} (A+B)=\mathrm {tr} (A)+\mathrm {tr} (B)}
- {\displaystyle \mathrm {tr} (rA)=r\ \mathrm {tr} (A)}
- {\displaystyle \mathrm {tr} (ABC)=\mathrm {tr} (BCA)=\mathrm {tr} (CAB)}

### Hermiticidad
Se puede escoger la forma de las matrices gamma con condiciones adicionales de hermiticidad, restringidas
por las relaciones de anticonmutación. Podemos imponer
{\displaystyle \left(\gamma ^{0}\right)^{\dagger }=\gamma ^{0}\,}, compatible con {\displaystyle \left(\gamma ^{0}\right)^{2}=I_{4}\,}
y para el resto de matrices (para k = 1, 2, 3)
{\displaystyle \left(\gamma ^{k}\right)^{\dagger }=-\gamma ^{k}\,}, compatible con {\displaystyle \left(\gamma ^{k}\right)^{2}=-I_{4}.\,}
Se comprueba inmediatamente que estas propiedades de hermiticidad se cumplen para la representación de Dirac.
Estas relaciones se pueden resumir como
{\displaystyle \left(\gamma ^{\mu }\right)^{\dagger }=\gamma ^{0}\gamma ^{\mu }\gamma ^{0}.\,}
Las condiciones de hermiticidad no son invariantes bajo la acción {\displaystyle \gamma ^{\mu }\to S(\Lambda )\gamma ^{\mu }{S(\Lambda )}^{-1}} de una transformación de Lorentz {\displaystyle \Lambda } porque {\displaystyle S(\Lambda )}  no es necesariamente una transformación unitaria debido a que el grupo de Lorentz no es compacto.

### Notación slash de Feynman
La notación slash de Feynman está definida por
{\displaystyle a\!\!\!/:=\gamma ^{\mu }a_{\mu }}
para cualquier cuadrivector a.
Aquí se presentan algunas identidades que involucran la notación slash:
{\displaystyle a\!\!\!/b\!\!\!/=a\cdot b-ia_{\mu }\sigma ^{\mu \nu }b_{\nu }}
{\displaystyle a\!\!\!/a\!\!\!/=a^{\mu }a^{\nu }\gamma _{\mu }\gamma _{\nu }={\frac {1}{2}}a^{\mu }a^{\nu }(\gamma _{\mu }\gamma _{\nu }+\gamma _{\nu }\gamma _{\mu })=\eta _{\mu \nu }a^{\mu }a^{\nu }=a^{2}}
{\displaystyle \operatorname {tr} (a\!\!\!/b\!\!\!/)=4(a\cdot b)}
{\displaystyle \operatorname {tr} (a\!\!\!/b\!\!\!/c\!\!\!/d\!\!\!/)=4\left[(a\cdot b)(c\cdot d)-(a\cdot c)(b\cdot d)+(a\cdot d)(b\cdot c)\right]}
{\displaystyle \operatorname {tr} (\gamma _{5}a\!\!\!/b\!\!\!/c\!\!\!/d\!\!\!/)=-4i\epsilon _{\mu \nu \rho \sigma }a^{\mu }b^{\nu }c^{\rho }d^{\sigma }}
{\displaystyle \gamma _{\mu }a\!\!\!/\gamma ^{\mu }=-2a\!\!\!/}
{\displaystyle \gamma _{\mu }a\!\!\!/b\!\!\!/\gamma ^{\mu }=4a\cdot b\,}
{\displaystyle \gamma _{\mu }a\!\!\!/b\!\!\!/c\!\!\!/\gamma ^{\mu }=-2c\!\!\!/b\!\!\!/a\!\!\!/\,}
donde
{\displaystyle \epsilon _{\mu \nu \rho \sigma }\,} es el símbolo de Levi-Civita y {\displaystyle \sigma ^{\mu \nu }={\frac {i}{2}}[\gamma ^{\mu },\gamma ^{\nu }].}

## Otras representaciones

### Base de Dirac
Las matrices gamma escritas hasta ahora son las apropiadas para actuar sobre espinores de Dirac escritos en la base de Dirac; de hecho las base de Dirac está definida por estas matrices. Para resumir, en la base de Dirac:
{\displaystyle \gamma ^{0}={\begin{pmatrix}I_{2}&0\\0&-(I_{2})\end{pmatrix}},\quad \gamma ^{k}={\begin{pmatrix}0&\sigma ^{k}\\-\sigma ^{k}&0\end{pmatrix}},\quad \gamma ^{5}={\begin{pmatrix}0&I_{2}\\I_{2}&0\end{pmatrix}}.}

### Base de Weyl (quiral)
Otra elección común es la base de Weyl o quiral, en la que las {\displaystyle \gamma ^{k}} tienen la misma forma pero no {\displaystyle \gamma ^{0}}, y {\displaystyle \gamma ^{5}} es diagonal,
{\displaystyle \gamma ^{0}={\begin{pmatrix}0&I_{2}\\I_{2}&0\end{pmatrix}},\quad \gamma ^{k}={\begin{pmatrix}0&\sigma ^{k}\\-\sigma ^{k}&0\end{pmatrix}},\quad \gamma ^{5}={\begin{pmatrix}-I_{2}&0\\0&I_{2}\end{pmatrix}},}
o en notación más compacta:
{\displaystyle \gamma ^{\mu }={\begin{pmatrix}0&\sigma ^{\mu }\\{\bar {\sigma }}^{\mu }&0\end{pmatrix}},\quad \sigma ^{\mu }\equiv (1,\sigma ^{i}),\quad {\bar {\sigma }}^{\mu }\equiv (1,-\sigma ^{i}).}
La base de Weyl tiene la ventaja que las proyecciones quirales toman una forma sencilla,
{\displaystyle \psi _{L}={\frac {1}{2}}(1-\gamma ^{5})\psi ={\begin{pmatrix}I_{2}&0\\0&0\end{pmatrix}}\psi ,\quad \psi _{R}={\frac {1}{2}}(1+\gamma ^{5})\psi ={\begin{pmatrix}0&0\\0&I_{2}\end{pmatrix}}\psi .}
La idempotencia de las proyecciones quirales es evidente. Con un ligero abuso de notación, reusando los símbolos {\displaystyle \psi _{L/R}} se puede identificar
{\displaystyle \psi ={\begin{pmatrix}\psi _{L}\\\psi _{R}\end{pmatrix}},}
donde ahora {\displaystyle \psi _{L}} y {\displaystyle \psi _{R}} son los espinores de Weyl (de dos componentes) levógiro y dextrógiro.
Otra elección posible de la base de Weyl la base es
{\displaystyle \gamma ^{0}={\begin{pmatrix}0&-I_{2}\\-I_{2}&0\end{pmatrix}},\quad \gamma ^{k}={\begin{pmatrix}0&\sigma ^{k}\\-\sigma ^{k}&0\end{pmatrix}},\quad \gamma ^{5}={\begin{pmatrix}I_{2}&0\\0&-I_{2}\end{pmatrix}}.}
Las proyecciones quirales toman una forma ligeramnete deferente
{\displaystyle \psi _{R}={\begin{pmatrix}I_{2}&0\\0&0\end{pmatrix}}\psi ,\quad \psi _{L}={\begin{pmatrix}0&0\\0&I_{2}\end{pmatrix}}\psi .}
En otras palabras,
{\displaystyle \psi ={\begin{pmatrix}\psi _{R}\\\psi _{L}\end{pmatrix}},}
donde {\displaystyle \psi _{L}} y {\displaystyle \psi _{R}} son de nuevo los espinores de Weyl levógiro y dextrógiro.

### Base de Majorana
En la base de Majorana todas las matrices gamma son imaginarias y los espinores reales. En términos de las matrices de Pauli,  se pueden escribir como
{\displaystyle \gamma ^{0}={\begin{pmatrix}0&\sigma ^{2}\\\sigma ^{2}&0\end{pmatrix}},\quad \gamma ^{1}={\begin{pmatrix}i\sigma ^{3}&0\\0&i\sigma ^{3}\end{pmatrix}}}
{\displaystyle \gamma ^{2}={\begin{pmatrix}0&-\sigma ^{2}\\\sigma ^{2}&0\end{pmatrix}},\quad \gamma ^{3}={\begin{pmatrix}-i\sigma ^{1}&0\\0&-i\sigma ^{1}\end{pmatrix}},\quad \gamma ^{5}={\begin{pmatrix}\sigma ^{2}&0\\0&-\sigma ^{2}\end{pmatrix}}.}
La razón para hacer las matrices gamma imaginarias es obtener la signatura (+,−,−,−) en la que las masas al cuadrado son positivas. Aun así la representación de Majorana es real. Se puede eliminar la {\displaystyle i}  para obtener otra representación distinta con matrices gamma y espinores reales pero con la signatura (−,+,+,+).

## Matrices de Dirac euclídeas
En teoría de campos cuánticos se puede hacer una rotación de Wick del eje temporal para pasar del espacio de Minkowski al espacio euclídeo. Esto es particularmente útil en algunos procedimientos de renormalización así como en teoría gauge en el retículo. En el espacio euclídeo,  hay dos rpresenatciones usadas frecuentemente:

### Representación quiral
{\displaystyle \gamma ^{1,2,3}={\begin{pmatrix}0&i\sigma ^{1,2,3}\\-i\sigma ^{1,2,3}&0\end{pmatrix}},\quad \gamma ^{4}={\begin{pmatrix}0&I_{2}\\I_{2}&0\end{pmatrix}}}
Notar que los factores {\displaystyle i} se encuentran en las matrices espaciales para obtener el álgebra de Clifford
{\displaystyle \{\gamma ^{\mu },\gamma ^{\nu }\}=2\delta ^{\mu \nu }I_{4}}
También hay que notar que hay variantes de esta representación en las que se usa un factor {\displaystyle -i} en una de las matrices espaciales, como en los códigos de QCD en el retículo.
En espacio euclídeo,
{\displaystyle \gamma _{M}^{5}=i(\gamma ^{0}\gamma ^{1}\gamma ^{2}\gamma ^{3})_{M}={\frac {1}{i^{2}}}(\gamma ^{4}\gamma ^{1}\gamma ^{2}\gamma ^{3})_{E}=(\gamma ^{1}\gamma ^{2}\gamma ^{3}\gamma ^{4})_{E}=\gamma _{E}^{5}.}
Utilizando el anti-conmutador y notando que en el espacio euclídeo {\displaystyle (\gamma ^{\mu })^{\dagger }=\gamma ^{\mu }}, se demuestra que
{\displaystyle (\gamma ^{5})^{\dagger }=\gamma ^{5}}
En la base quiral en espacio euclídeo
{\displaystyle \gamma ^{5}={\begin{pmatrix}-I_{2}&0\\0&I_{2}\end{pmatrix}}}
que es igual a la versión de Minkowski.

### Representación no relativista
{\displaystyle \gamma ^{1,2,3}={\begin{pmatrix}0&-i\sigma ^{1,2,3}\\i\sigma ^{1,2,3}&0\end{pmatrix}},\quad \gamma ^{4}={\begin{pmatrix}I_{2}&0\\0&-I_{2}\end{pmatrix}},\quad \gamma ^{5}={\begin{pmatrix}0&-I_{2}\\-I_{2}&0\end{pmatrix}}}